# Louis-Alexandre Himbert de Flégny
Pour les articles homonymes, voir Himbert.
Louis-Alexandre Himbert de Flégny (né à La Ferté-sous-Jouarre le 12 décembre 1750, mort à la Ferté le 11 juin 1825) est une personnalité politique française.

## Biographie
Il est le fils de Jean-Antoine Himbert de Perolle, conseiller du roi, receveur des octrois de La Ferté, et de Louise-Constance Buisson. 
De son mariage avec Marie Françoise Victoire Chardon, il a pour fils Marie Louis François Constant Himbert de Flégny (3 juin 1785 à La Ferté-sous-Jouarre - 4 mai 1849 à Paris), baron de Flégny, auditeur au conseil d'État, intendant militaire, sous-préfet, chevalier de la Légion d'honneur, lui même marié avec Clémence Hermance (1805-1879), fille du 2e comte d'Haubersart, pair de France.

## Carrière Politique
Il est officier supérieur des Eaux et Forêts avant la Révolution. Il est élu maire de La Ferté-sous-Jouarre en 1791 puis, dès le 7 septembre, Député de Seine-et-Marne à la Convention nationale, mandat durant lequel il refusera de voter la peine de mort lors du procès de Louis XVI. Secrétaire de cette assemblée, il fit décréter la démonétisation des assignats à face royale.  
Sous le régime du Directoire, il entre  au Conseil des Anciens. 
En 1794, il rédige des Rapport et Projet de Décret sur les Écoles vétérinaires ; imprimé par ordre de la Convention nationale, un rapport très proche de celui de la Commission d’Agriculture.
Partisan de Bonaparte et favorable au coup d'état du 18 brumaire an VIII, il fut nommé membre du Tribunat le 4 nivôse an VIII et soutint la politique du 1er Consul. Il est nommé Préfet des Vosges le 6 brumaire an XII (29 octobre 1803) jusqu'en janvier 1814. Arrêté en effet en janvier 1814 entre Épinal et Igney où se déroulent dans les Vosges. Il est retenu prisonnier de guerre des Cosaques à Ulm.

## Œuvres
- La Mort de Henri de Guise, tragédie en 5 actes, éd. de P. Betoulle, 1823.
- Opinion de Louis-Alexandre Himbert sur le projet de loi relatif à la dette publique. Séance du 23 ventôse an IX, Imprimerie nationale, 1800.
- Rapport par Himbert sur la résolution relative à l'exploitation de nouvelles mines de fer dans le département du Tarn. Séance du 22 prairial an IV ed. France Conseil des Anciens.
- Opinion sur la résolution relative aux fugitifs du Rhin,  Séance du 7 fructidor an V, ed.	Imprimerie nationale, 1797.

## Hommages
Membre de l'ordre de la Légion d'honneur.

## Citation
À propos du procès de Louis XVI, Himbert de Flégny dit :
« Je viens comme législateur, et non comme juge, prononcer une mesure de sûreté publique. Je déclare que ce n'est point le refus de l'appel au peuple qui m'y détermine, c'est le sentiment intime que je n'ai pas le pouvoir de juger. Le peuple m'en a convaincu en nommant des hauts jurés pour une haute cour nationale. Il ne m'a pas donné un pouvoir dont il avait investi ces hauts jurés. Vous avez cassé la haute cour nationale. Eh ! Ne craignez-vous pas que l'histoire ne vous accuse d'avoir usurpé un pouvoir qui vous manquait ? Je vote pour la réclusion pendant la guerre et le bannissement après la paix. »

## Sources
- Archives Nationales, Base Leonore, LH/1301/33, dossier de Légion d'honneur de Louis Alexandre Himbert de Flegny[4]; LH/1301/32, dossier de Légion d'honneur de Martin Victor Himbert[5].
- Biographie universelle  ou Dictionnaire historique, éd. Furne, 1838
- Paul Ackermann, Dictionnaire biographique universel et pittoresque, vol. 3, éd. Aimé André, 1834.
- Jean Baptiste P. Jullien de Courcelles, Dictionnaire universel de la noblesse de France,ed. bureau général de la noblesse de France, 1820.
- Jean-Marie Thiébaud, Geŕard Tissot-RobbeLes corps francs de 1814 et 1815: La double agonie de l'Empire, les combattants de l'impossible, éd. L'Harmattan, 2011,  (ISBN 2901952828).
- « Louis-Alexandre Himbert de Flégny », dans Adolphe Robert et Gaston Cougny, Dictionnaire des parlementaires français, Edgar Bourloton, 1889-1891 [détail de l’édition]